# Däinghausen
Däinghausen ist eine Ortschaft der Gemeinde Marienheide im Oberbergischen Kreis im Regierungsbezirk Köln in Nordrhein-Westfalen (Deutschland).

## Lage und Beschreibung
Der Ort liegt etwa 3,3 km vom Hauptort entfernt.

## Geschichte

### Erstnennung
Um das Jahr 1535 wurde der Ort das erste Mal urkundlich erwähnt und zwar „Trine und weitere Einwohner zu Denckhusen in der Kalspicher Bauerschaft sind in einer Steuerliste genannt“.
Die Schreibweise der Erstnennung war Denckhusen.

## Freizeit

### Wander- und Radwege
Durch Däinghausen führt der Rundwanderweg A7 (Marienheide – Däinghausen – Kotthausen – Schöneborn – Späinghausen – Stülinghausen – Brucher Talsperre – Eberg – Marienheide) mit 9,6 Kilometern Länge.